# 반곡역
반곡역(Bangok station, 盤谷驛)은 강원도 원주시 반곡동에 위치한 중앙선의 철도역이었다.
일제 강점기 말 소규모 지방 역사의 분위기를 잘 간직하고 있으며, 근대기에 수입된 서양 목조건축 기술을 엿볼 수 있고 한국전쟁 당시 격전지임이 고려되어 등록문화재로 지정되었다. 2007년부터 여객취급이 중지되었으나 이 역 인근에 강원혁신도시가 조성되면서 출·퇴근 수요에 따라 2014년 8월 18일부터 상, 하행 2회의 무궁화호가 다시 정차하였다. 2021년 1월 5일에 서원주 - 제천 구간 복선 전철화가 완료되어 선로가 더 이상 반곡역을 지나지 않게 되면서 폐역되었다.

## 역명 유래
원래 원주군 부흥사면의 지역으로서, 지형이 소반처럼 생겼다 하여 반곡, 또는 이리(二里)라 한데서 유래하였다.

## 연혁
- 1941년 7월 1일 : 보통역으로 영업 개시[2]
- 1974년 3월 15일 : 소화물 취급 중지
- 1976년 7월 10일 : 화물 취급 중지[3]
- 2005년 4월 15일 : 역사 등록문화재 지정
- 2007년 6월 1일 : 여객 취급 중지
- 2014년 8월 18일 : 여객 취급 재개
- 2020년 3월 2일 : 누리로 운행 개시
- 2021년 1월 5일 : 폐역

## 사진

역사 (광장쪽)
역사 (선로쪽)
맞이방
역 구내 (청량리 방면)
역 구내 (부전, 안동, 강릉 방면)